# Спієшть
Спієшть, Спієшті (рум. Spiești) — село у повіті Нямц в Румунії. Входить до складу комуни Пестревень.
Село розташоване на відстані 304 км на північ від Бухареста, 30 км на північний схід від П'ятра-Нямца, 74 км на захід від Ясс.

## Населення
За даними перепису населення 2002 року у селі проживали 4 особи.